# AN/UYK-43
Der AN/UYK-43 (JETDS-Bezeichnung) war der Standard-32-bit-Computer der United States Navy für Überwasser- und Unterwassereinheiten ab 1984. Bis zum Jahr 2000 wurden 1250 Einheiten geliefert. Der Computer hat in etwa die Größe eines Kühlschranks und ersetzte das ältere, ebenfalls von der Firma Unisys gebaute Modell AN/UYK-7. Beide Computer haben denselben Befehlssatz. Das sogenannte Open Systems Module (OSM), eine Erweiterung des UYK-43, erlaubt den Einbau von bis zu sechs Typ 6U-VMEbus-Erweiterungskarten, die kommerziell erhältlich (COTS) und somit preisgünstiger als militärische Spezialhardware sind, in das Gehäuse des Computers.
Der UYK-43 wird auf den Fregatten der Bremen- und Brandenburg-Klasse der deutschen Marine als zentraler Rechner im SATIR Verbund verwendet.
Der UYK-43 wird ersetzt durch den AN/UYQ-70 und andere COTS-Systeme. Außer Dienst gestellte Einheiten werden ausgeschlachtet, um noch im Dienst befindliche Einheiten mit Ersatzteilen zu versorgen.
Die 16-bit-Variante ist der AN/UYK-44.